# Biatora mendax
Biatora mendax Anzi,  es una especie de liquen crustáceo granular de la familia Ramalinaceae que vive principalmente en la superficie de la corteza de árboles (corticícola). Esta especie presenta un color gris, amarillo terroso a verde oliva en su superficie, marrón o verde oliva en el epitecio y blanco o verde oliva en el hipotecio. Por lo general Biatora mendax no presenta soredios en su superficie; la reproducción tiene lugar solo por parte del micobionte mediante ascosporas oblongas no septadas o uniseptadas de entre 8 y 20 micras de diámetro generadas en conidios baciliformes. En esta especie aparecen como metabolitos secundarios de la simbiosis las consideradas como sustancias liquénicas argopsina y norargopsina.

## Sinonimia
- Biatorina mendax (Anzi) Jatta
- Catillaria mendax (Anzi) Lettau
- Lecidea mendax (Anzi) Hue